# 秋吉台の夏
秋吉台の夏（あきよしだいのなつ、英 Akiyoshidai’s Summer Contemporary Music Festival）は、山口県の秋吉台国際芸術村で1989年より行われている、現代音楽作曲家・演奏家を対象とした日本有数の現代音楽の講習・演奏会。講師陣最年長は作曲家の湯浅譲二であった。

## 概要
講習会は夏に行われ、参加者は泊まり込みで受講した。主にクラスは作曲と楽器に分かれて行われ、作曲家による特別講義、レクチャー、ワークショップ、コンサート、受講生コンサート等も行われる。海外講師用通訳を呼ぶ必要がなかったため、経費が押さえられた。

## 歴史
1998年に秋吉台国際20世紀音楽セミナー&フェスティバルが一旦終了した後、秋吉台では組織を縮小し湯浅譲二を事実上の音楽監督として迎え、「秋吉台の夏」として運営を開始した。また、片方はセミナーの場所を福井県武生市（現・越前市）に移し、運営は継続されず、別団体として武生国際作曲ワークショップの運営を開始した。
2019年以後は資金難で休会している。

## 歴代講師

### 作曲
- 近藤譲
- 湯浅譲二
- 松平頼暁
- 山根明季子
- 鈴木治行
- 木下正道
- 川上統
- 田中吉史

### 作曲・指揮
- 杉山洋一

### 楽器
- 足立智美
- 黒田亜樹
- 山田岳
- 三橋貴風
- 藤田朗子
- 松平敬
- 中村和枝
- 藤田朗子
- 安田結衣子
- 村上景子
- 橋本晋哉
- 松岡麻衣子
- 般若佳子
- 山澤慧